# District Council of the Copper Coast
District Council of the Copper Coast is een Local Government Area (LGA) in de Australische deelstaat Zuid-Australië.